# Суджанагар
Суджанагар (бенг. সুজানগর, англ. Sujanagar) — город на северо-западе Бангладеш, административный центр одноимённого подокруга. Площадь города равна 6,97 км². По данным переписи 2001 года, в городе проживало 18 272 человека, из которых мужчины составляли 51,41 %, женщины — соответственно 48,59 %. Плотность населения равнялась 2622 чел. на 1 км². Уровень грамотности населения составлял 36,9 % (при среднем по Бангладеш показателе 43,1 %). 